# Spřežkový pravopis
Spřežkový pravopis je takový pravopis, psaný nejčastěji latinkou, který pro zachycení některých hlásek užívá spřežek. Spřežka je seskupení několika písmen užívané k zápisu jedné hlásky (například české „ch“, polské „ch, cz, sz, rz, dz, dź, dż“ nebo německé „sch“, „tsch“, „eh“, „ie“). Taková skupina písmen pak může být považována za jedno písmeno. Nejvíce se latinkový spřežkový pravopis vyskytuje v němčině, angličtině, francouzštině, maďarštině, albánštině, polštině nebo nizozemštině.
Jiným způsobem řeší rozšíření počtu zapisovaných hlásek diakritika.

## Účel
Spřežky vznikly proto, že latinka nemá znaky pro hlásky, které používají jiné jazyky než latina. Jde zejména o č (tʃ), š (ʃ), ž (ʒ), dž (dʒ), ch (x), ď (ɟ), ť (c), ľ (ʎ), ň (ɲ), ng (ŋ), th (θ), gh (ɣ) a další. Část z nich byla později nahrazena znaky s diakritikou. Většinou jsou spojením dvou znaků (písmen), ale i více, např. německé tsch ekvivalentní českému č. Některé spřežky v jiných jazycích se sloučily do nového samostatného znaku grafickým prolnutím nebo i při viditelně zachovaném rozdělení, jako nizozemské ij. Také v mezinárodních standardech výslovnosti, jako IPA jsou některé hlásky vyznačeny spřežkami. To se týká hlásek, které jsou znatelně tvořené také sloučením příslušných dílčích hlásek, jako je č: tʃ.

## V češtině
Do 15. století se spřežky hojně vyskytovaly i v češtině. O odstranění většiny z nich se zasloužil mistr Jan Hus provedením jazykové reformy. Spřežky ch, dz a dž se zachovaly dodnes.

## Nelatinková písma
Spřežkový princip psaní dvou nebo více znaků společně do složeného znaku se souhrnným významem je součástí i nelatinkových písem. Čínské písmo je založeno na znacích, které vznikly složením původně samostatných znaků.
V romanizačních abecedách cyrilice v ruštině, ukrajinštině, srbštině, bulharštině se uplatňují spřežky často, zpravidla podle angličtiny, např. ch (č), kh (ch), sh (š), zh (ž).

## Příklady spřežek
Souhlásky
- PH jako F ve francouzštině a angličtině
- CH jako
  - ɣ nebo spíš častěji x (IPA) v češtině
  - Š ve francouzštině
  - Č v angličtině a čínském pchin-jinu
- TCH jako Č ve francouzštině
- GN jako Ň ve francouzštině
- CH jako Č ve španělštině a angličtině
- SH jako Š v albánštině a angličtině
- LJ jako Ľ v srbochorvatštině
- LL jako
  - J ve španělštině
  - neznělé L ve velštině
- SZ jako Š v polštině; jako S v maďarštině (samotné S se vyslovuje jako Š)
- CZ jako Č v polštině
- GY jako Ď v maďarštině
- SCH jako Š v němčině
- TSCH jako Č v němčině
- CK jako K v angličtině

Samohlásky (prodloužení)
- AA jako Á v nizozemštině
- OO jako Ú nebo Ó v angličtině
- EE jako Í v angličtině
- IE jako Í v němčině
- EH jako É v němčině